# Everald Cummings
Everald Cummings (Puerto España, Trinidad y Tobago, Indias Occidentales Británicas, 28 de agosto de 1948) es un excentrocampista y entrenador de fútbol que jugó durante seis años en la North American Soccer League.
También jugó profesionalmente en México. Fue una de los figuras de la selección nacional de Trinidad y Tobago en las décadas de 1960 y 1970 y luego se convirtió su entrenador en 1988 y 1993 durante los años del Strike Squad.
Está incluido en el Top 100 de deportistas y deportistas del Milenio (1900-1999) por el Ministerio de Deportes de Trinidad y Tobago y fue incluido en el Salón de la Fama del Deporte de ese país en 1989.

## Trayectoria
Asistió a la escuela secundaria Fatima College en Puerto España jugando para el equipo de fútbol de su escuela. Los ayudó a ganar su primer campeonato Intercolegial en 1965.
Comenzó a jugar para el club local Paragon en la División Premier de la Asociación de Fútbol del Norte. En 1967, se unió a los Jefes de Atlanta en la North American Soccer League con los que fue campeón en 1968 hasta dejar el club en 1971.
En 1972, firmó con el New York Cosmos, ganando el campeonato con ellos el mismo año. Dejó el club en 1973 y se fue al Veracruz de México en 1973 hasta 1976.
También jugó con los Minutemen de Boston. Jugó fútbol sala con el Cleveland Force en la Major Indoor Soccer League en los Estados Unidos en terminando su carrera en 1980.

## Selección nacional
Fue miembro del equipo juvenil de Trinidad y Tobago en 1966 que realizó una gira por Jamaica y un habitual con la selección mayor desde el 17 de noviembre de 1968 cuando perdió 4-0 ante Guatemala en la clasificación para la Copa del Mundo de 1970 hasta el 18 de diciembre de 1976 cuando perdió ante Surinam 3-2.
Fue parte del Campeonato de Naciones de la Concacaf de 1973 cuando Trinidad y Tobago tuvo tres goles controvertidos (anulados) contra Haití y se quedó a dos puntos de la clasificación. Fue nombrado Deportista del Año de T&T en ese año y Jugador Más Valioso durante la Serie Preliminar de Clasificación para la Copa del Mundo.

## Trayectoria como entrenador
Fue entrenador del equipo apodado Strike Squad durante la campaña de clasificación para la Copa Mundial de la FIFA 1990. Su nación estuvo a un juego de clasificarse para la Copa del Mundo en Italia, pues solo necesitaba un empate en su último partido jugado en casa contra Estados Unidos el 19 de noviembre de 1989.
Frente a una multitud de más de 30.000 espectadores en el Estadio Nacional en el Día Rojo, Paul Caligiuri del país visitante anotó el único gol del partido en el minuto 38, frustrando las esperanzas de la clasificación. Por el buen comportamiento de la multitud en el estadio a pesar de la devastadora pérdida y las gradas abarrotadas, los espectadores de Trinidad y Tobago recibieron el premio FIFA Fair Play en 1989.

## Clubes
| Club             | País              | Año       |
| ---------------- | ----------------- | --------- |
| Paragon          | Trinidad y Tobago | 1965-1967 |
| Atlanta Chiefs   | Estados Unidos    | 1967-1971 |
| New York Cosmos  | Estados Unidos    | 1972-1973 |
| Veracruz         | México            | 1973-1976 |
| Boston Minutemen | Estados Unidos    | 1976      |
| Malvern United   | Trinidad y Tobago | 1977-1979 |
| Cleveland Force  | Estados Unidos    | 1979-1980 |

## Palmarés

### Títulos nacionales
| Título                       | Equipo          | País           | Año  |
| ---------------------------- | --------------- | -------------- | ---- |
| North American Soccer League | Atlanta Chiefs  | Estados Unidos | 1968 |
| North American Soccer League | New York Cosmos | Estados Unidos | 1972 |